# Day of the Fight
Day of the Fight – amerykański film dokumentalny z 1951 roku. W roli reżysera zadebiutował Stanley Kubrick, który sam sfinansował realizację filmu. Film powstał na podstawie fotografii, którą wykonał dla magazynu Look w 1949 roku.

## Obsada
- Douglas Edwards jako Narrator
- Walter Cartier jako On sam
- Vincent Cartier jako On sam -  brat bliźniak Waltera
- Nat Fleischer jako On sam - historyk boksu
- Bobby James jako On sam - przeciwnik Waltera
- Stanley Kubrick jako On sam
- Alexander Singer jako On sam
- Judy Singer jako Ona sama - kobieta w tłumie